# Sola (Norvège)
Pour les articles homonymes, voir Sola.
Sola est une commune de Norvège, située dans le Comté de Rogaland, au sud-ouest du pays.

## Généralités

### Localité
Elle est située sur la côte Atlantique, à une quinzaine de kilomètres (à vol d'oiseau) de la ville de Stavanger. La partie sud de la côte est d'ailleurs sablonneuse et fait une plage très accueillante. Trop accueillante sans-doute au goût des nazis, qui ont cru bon de construire des Blockhaus pour prévenir tout débarquement.

### Transports
En dehors du transport par la voiture, Sola est accessible par bus au départ de Sandnes, à une demi-douzaine de kilomètres. La ville de Sandnes est, quant à elle, accessible par une liaison de trains interurbains au départ de Stavanger (voir BM72).

## Monument
- Sola ruinkirke

## Aéroport de Stavanger-Sola
Sola est également la commune dans laquelle l'Aéroport de Stavanger-Sola (IATA:SVG) est situé. Il est formé de deux pistes, l'une allant du nord au sud, et croisant la deuxième allant de l'ouest vers l'est, et dont l'extrémité ouest se trouve juste au-delà de la plage, séparées par une unique route.

## Sport

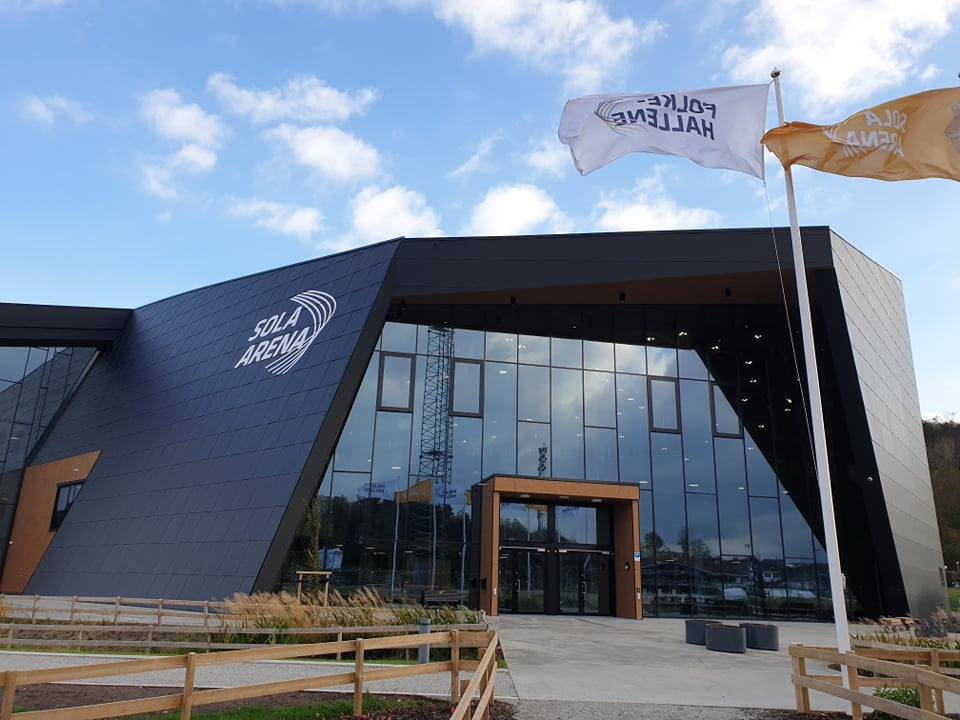
La Sola Arena.

La Sola Arena, une salle de sport multifonctionnelle avec une piste cyclable, est inaugurée en octobre 2021. C'est le seul vélodrome indoor de Norvège.

## Personnalités liées
- Rasmus Sørnes (1893-1967), horloger norvégien

## Galerie

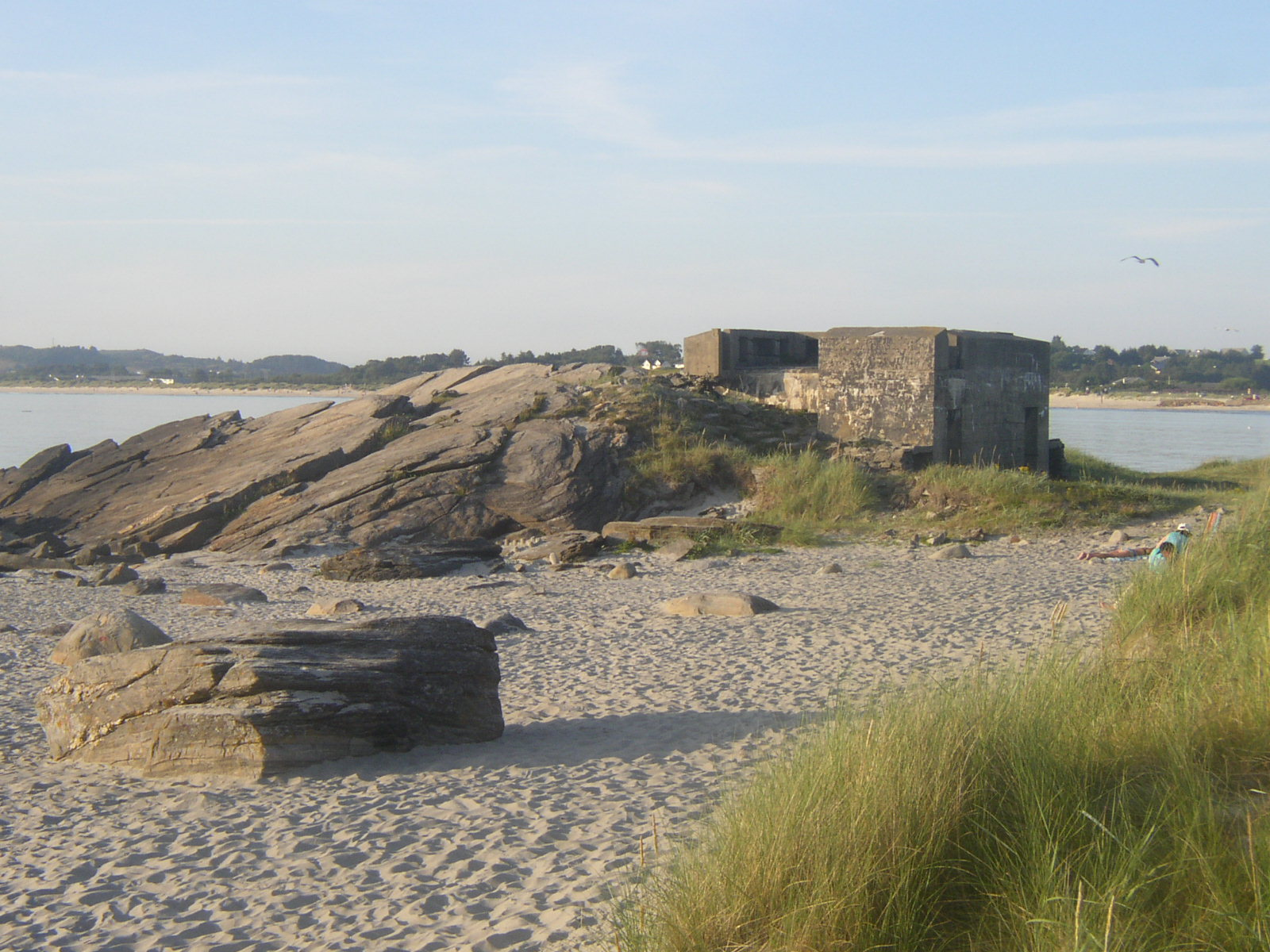
Un bunker sur la plage.
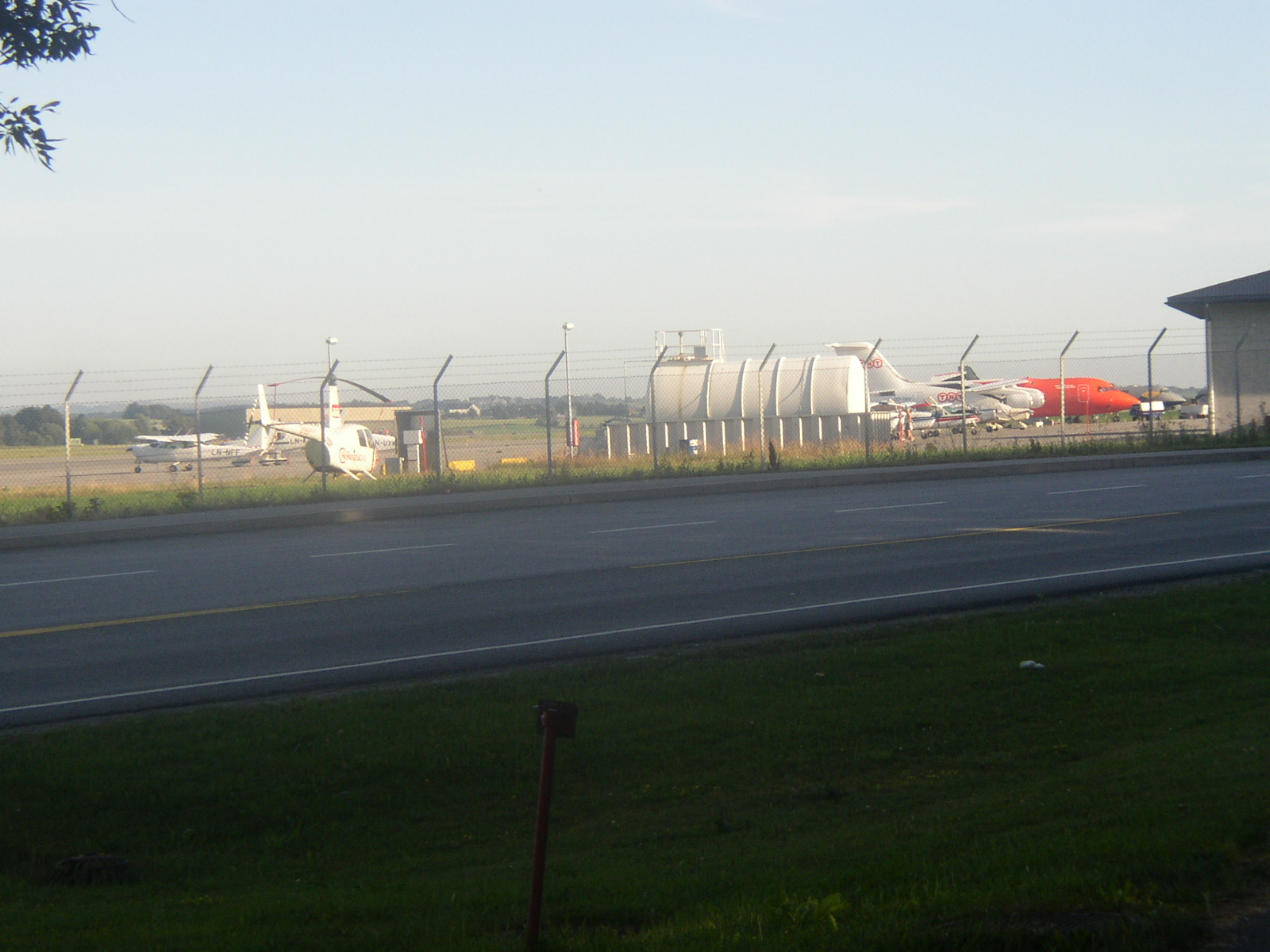
L'aéroport de Sola.
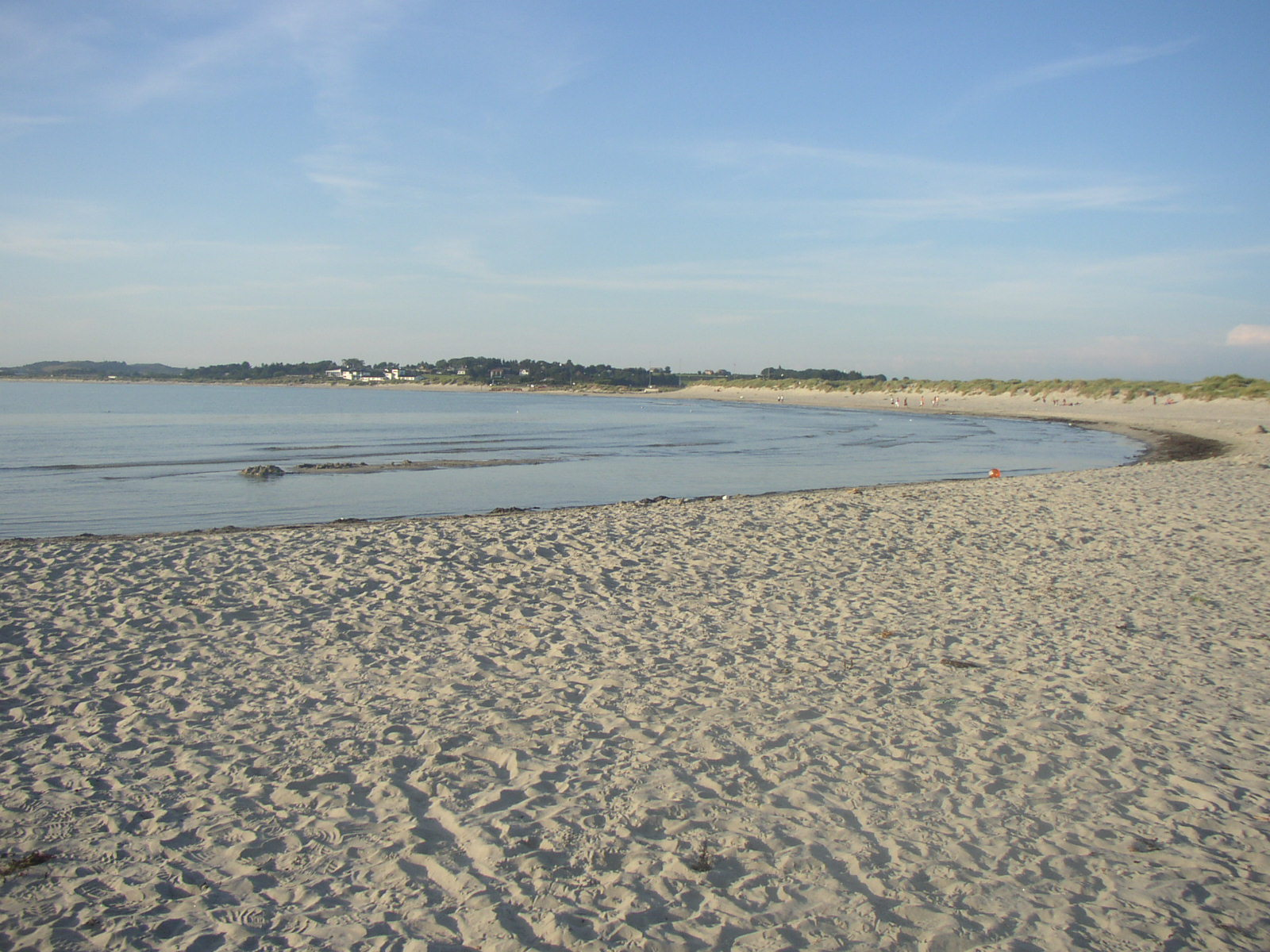
La plage de Sola.